# Magnus II. Norský
Magnus II. Haraldsson  (asi 1048–1069) byl norský král v letech 1066 až 1069, od roku 1067 společně se svým bratrem Olafem III.

## Život
Magnus II. byl jedním ze dvou synů krále Haralda III. a Tory Torbergsdatter. Koncem 50. let 11. století vedl výpravu na západ, na ostrovy nad severním skotským pobřežím Hebridy Irské moře. Tato výprava je známá pouze ze soudobých zdrojů mimo Skandinávii a ságy ji úplně ignorují. Magnus mohl hrát určitou roli ve válce ve Skotsku v letech 1057–1058 a podpořit Malcolma III. proti Lulachovi. V roce 1058 byl Magnus a jeho muži ve Walesu a možná i v Anglii.
V roce 1066 se Magnusův otec Harald pokusil dobýt Anglii a před odplutím jmenoval Magnuse regentem Norska. Mladší ze synů, Olaf otce doprovázel do Anglie. Harald III. byl poražen a zabit v bitvě u Stamford Bridge, Olaf však přežil a zimu 1066–1067 strávil s flotilou na Orknejích.
Norsko bylo tehdy považováno za majetek krále a podle tehdejších norských majetkových zákonů se mělo rozdělit mezi dědice, stejně jako jakýkoliv jiný majetek. Na jaře 1067 se Olaf vrátil do Norska a přihlásil se o svou část království. Magnus souhlasil a vládl poté severní části země, zatímco Olaf vládl jižní části. Bylo to první z několika rozdělení Norska mezi syny a dědice krále.
V roce 1069 Magnus zemřel v důsledku otravy (ergotismus) a Olaf se stal jediným vládcem Norska. Magnusovým synem byl pozdější spoluvládce Norska Haakon Magnusson.